# Daddy DJ (duet muzyczny)
Daddy DJ – francuski duet muzyczny składający się z Davida Le Roya i Jeana Christophe'a Belvala.

## Dyskografia

### Albumy studyjne
| 2001 | Let Your Body Talk - Data wydania: 2001 - Wytwórnia: Radikal Records | 43 | 22 | 60 | 70 |
| 2002 | Presenteert Kiddy House - Data wydania: 2002                         | –  | –  | –  | –  |
| 2003 | Presenteert Kiddy House 2 - Data wydania: 2003                       | –  | –  | –  | –  |
| 2008 | Rock Machine - Data wydania: 2008                                    | –  | –  | –  | –  |